# Три сестри (сільське господарство)

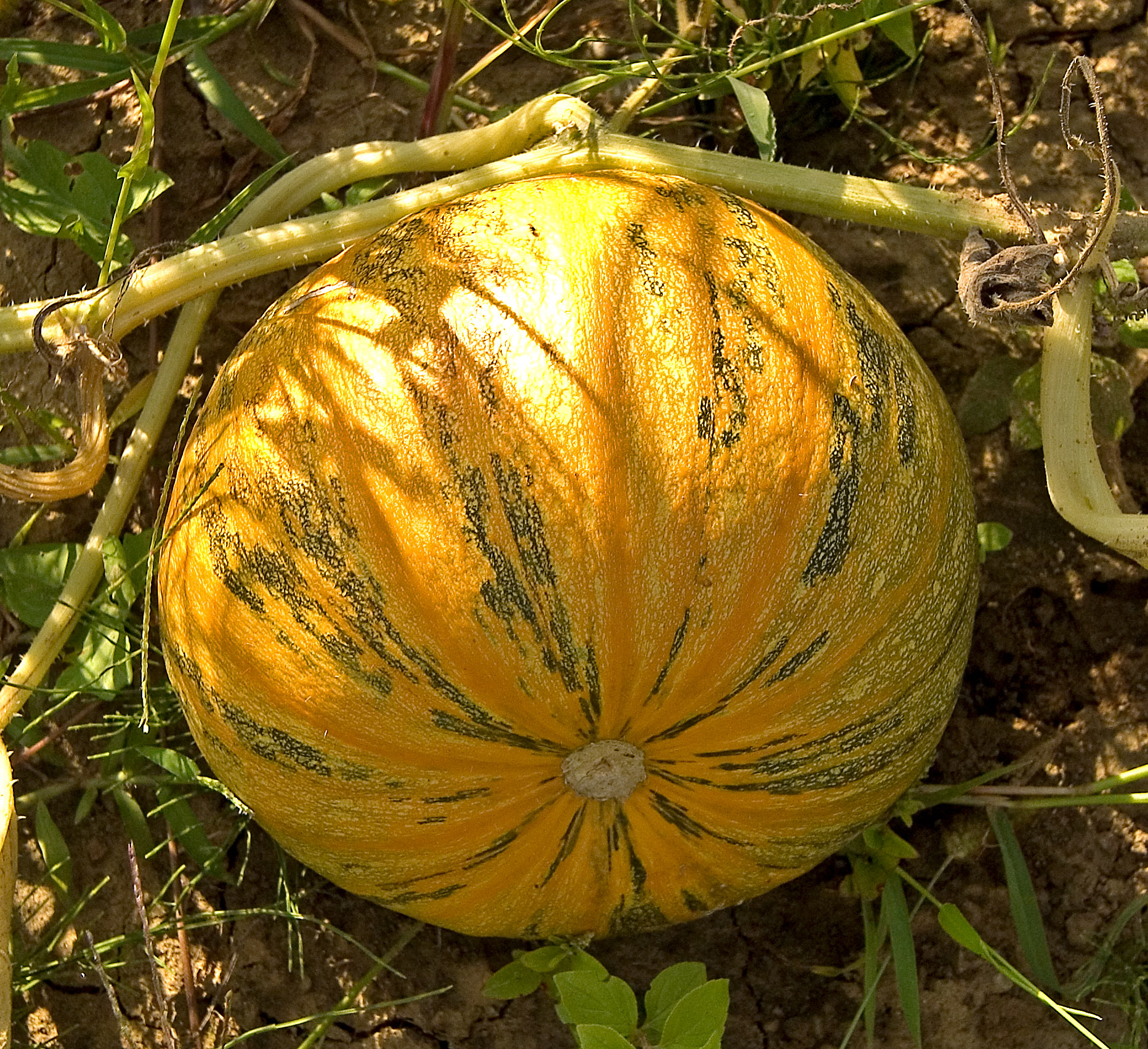
Гарбуз

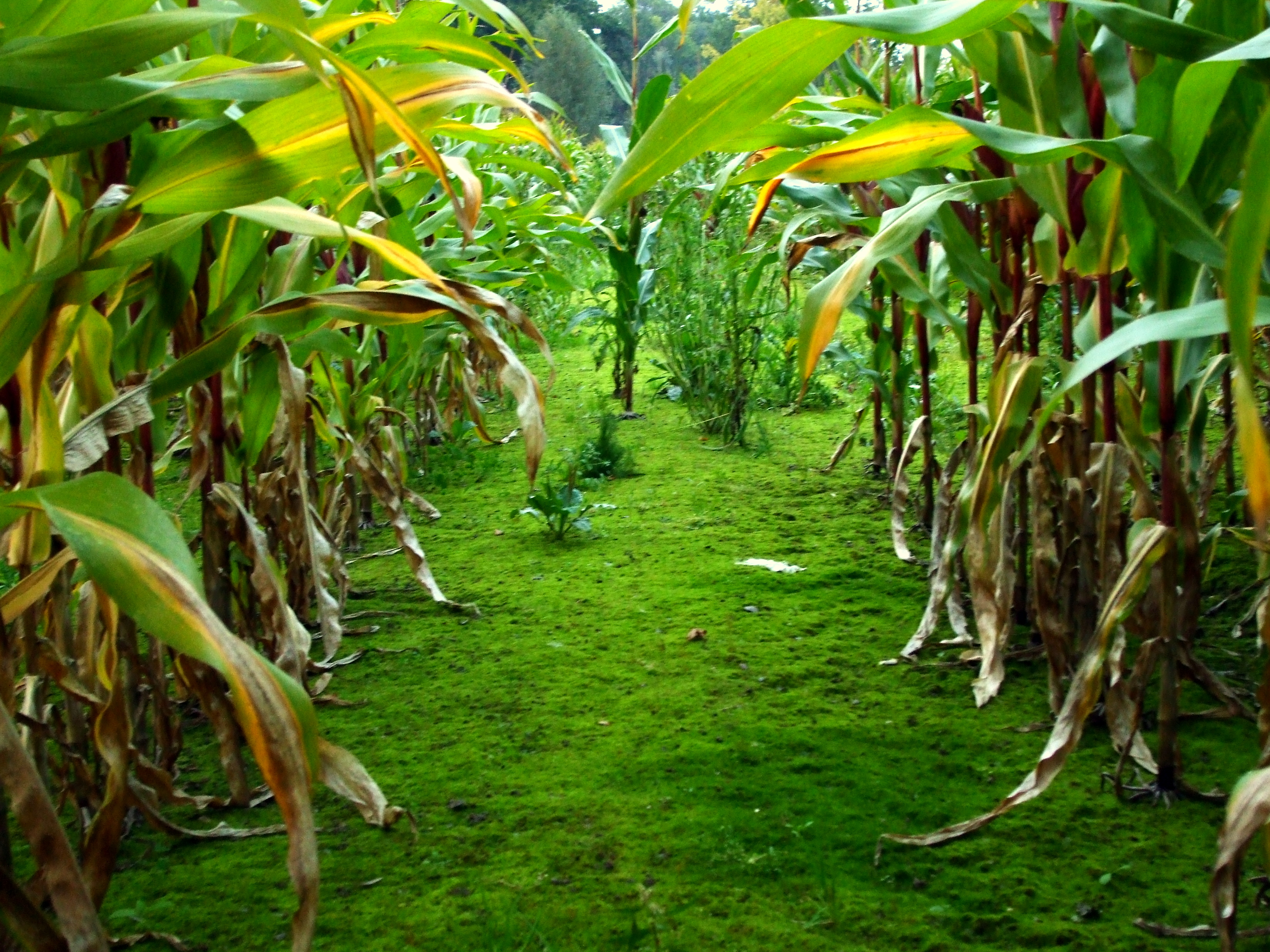
Кукурудза

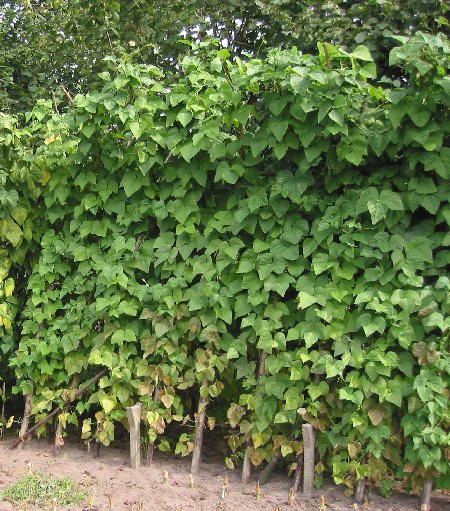
Квасоля

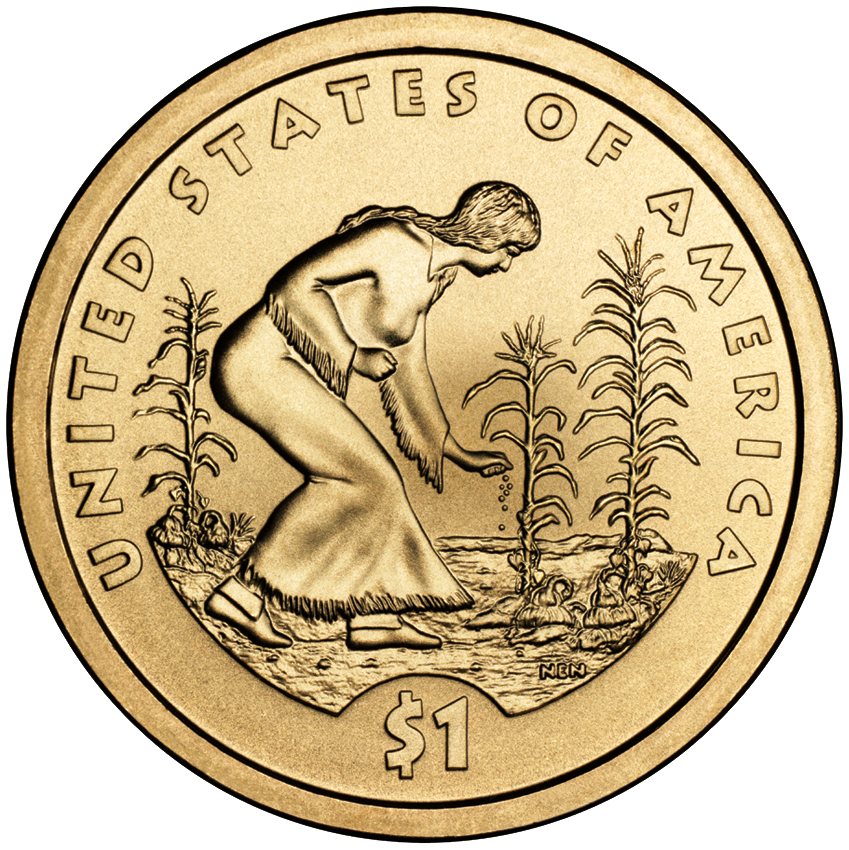
Реверс «долару Сакагавеї» з 2009 р.: індіанка вирощує «трьох сестер».

«Три сестри» (англ. Three Sisters) — усталена в етнографічній літературі США назва трьох основних сільськогосподарських культур, що використовувалися практично всіма землеробськими індіанськими народами, особливо в Північній та Центральній Америці: гарбуз, кукурудза та в'юнка квасоля.
У латиноамериканському сільському господарстві відомий термін «мільпа» (Milpa) — це ферми, де у великому масштабі спільно культивуються ці три культури. «Три сестри» є взаємно корисними одна для одної. Пагони квасолі можуть витися по кукурудзі, завдяки чому відпадає потреба в жердинах. Квасоля, як і всі бобові, забезпечує наявність азоту в ґрунті, а гарбуз простягається по землі, загороджуючи її від сонячного світла і не дає рости бур'янам. Більш того, гарбуз забезпечує природне мульчування ґрунту, створюючи мікроклімат, що утримує вологу, а його покриті шипиками стебла відлякують шкідливих комах. У кукурудзі відсутні амінокислоти лізин і триптофан, необхідні людині для синтезу білків та ніацину, але квасоля містять обидві ці речовини і разом з кукурудзою забезпечує збалансований раціон.
Вирощування «трьох сестер» було поширене в багатьох доколумбових культурах. Анасазі змогли культивувати їх навіть у відносно посушливих умовах. Серед племен південного заходу, наприклад, тева, відома «четверта сестра» — місцевий різновид павучнику (Cleome serrulata), що росте в Скелястих горах. Ця рослина привертає бджіл, що запилюють квасолю і гарбузи.
Метод вирощування «трьох сестер» зображений на реверсі випуску 2009 року «долару Сакагавеї».